# FIVB World Grand Prix 2010
De FIVB World Grand Prix 2010 was een internationale volleybalcompetitie voor vrouwen dat gespeeld wordt tussen twaalf landen van 6 augustus tot en met 29 augustus 2010. Het toernooi werd voor de derde keer gewonnen door de Verenigde Staten

## Deelnemende landen
De volgende landen hebben zich gekwalificeerd:
| Europa                           | Amerika                                                      | Azië                                |
| -------------------------------- | ------------------------------------------------------------ | ----------------------------------- |
| Polen Nederland Italië Duitsland | Brazilië Puerto Rico Dominicaanse Republiek Verenigde Staten | China Japan Chinees Taipei Thailand |

## Kalender
| Week 1 6 - 8 augustus 2010                                                        | Week 1 6 - 8 augustus 2010                              | Week 1 6 - 8 augustus 2010                    |
| Groep A: São Carlos, Brazilië                                                     | Groep B: Gdynia, Polen                                  | Groep C: Chengdu, China                       |
| --------------------------------------------------------------------------------- | ------------------------------------------------------- | --------------------------------------------- |
| Brazilië Italië Japan Chinees Taipei                                              | Polen Duitsland Verenigde Staten Dominicaanse Republiek | China Nederland Thailand Puerto Rico          |
| Week 2 13 - 16 augustus 2010                                                      |                                                         |                                               |
| Groep D: Bangkok, Thailand                                                        | Groep E: Macau, China                                   | Groep F: Okayama, Japan                       |
| Thailand Italië Verenigde Staten Puerto Rico                                      | China Brazilië Nederland Dominicaanse Republiek         | Japan Polen Duitsland Chinees Taipei          |
| Week 3 20 - 22 augustus 2010                                                      |                                                         |                                               |
| Groep G: Hongkong, China                                                          | Groep H: Taipei, Taiwan                                 | Groep I: Tokio, Japan                         |
| China Verenigde Staten Duitsland Thailand                                         | Chinees Taipei Brazilië Polen Puerto Rico               | Japan Italië Nederland Dominicaanse Republiek |
| Week 4 Eindronde 25 - 29 augustus 2010                                            |                                                         |                                               |
| Ningbo, China                                                                     |                                                         |                                               |
| Top vijf teams Brazilië Japan Polen Verenigde Staten Italië en China als gastland |                                                         |                                               |

## Ranglijst
- De top 5 + China plaatsen zich voor de eindronde dat in China zal worden gehouden.
- bij winst met 3-0 of 3-1 :3 punten voor de winnaar ; 0 punten voor de verliezer
- bij winst met 3-2 : 2 punten voor de winnaar ; 1 punt voor de verliezer

|      |                        |     | Wedstrijden | Wedstrijden | Set punten | Set punten | Set punten | Sets | Sets | Sets  |
| Rank | Team                   | Pts | W           | L           | W          | L          | Ratio      | W    | L    | Ratio |
| ---- | ---------------------- | --- | ----------- | ----------- | ---------- | ---------- | ---------- | ---- | ---- | ----- |
| 1    | Brazilië               | 24  | 8           | 1           | 711        | 535        | 1.329      | 25   | 4    | 6.250 |
| 2    | Verenigde Staten       | 21  | 7           | 2           | 802        | 652        | 1.230      | 23   | 10   | 2.300 |
| 3    | Polen                  | 21  | 7           | 2           | 726        | 651        | 1.115      | 22   | 9    | 2.444 |
| 4    | Japan                  | 19  | 6           | 3           | 830        | 725        | 1.145      | 21   | 13   | 1.615 |
| 5    | Italië                 | 19  | 6           | 3           | 811        | 757        | 1.071      | 22   | 12   | 1.833 |
| 6    | China                  | 19  | 6           | 3           | 718        | 671        | 1.070      | 21   | 11   | 1.909 |
| 7    | Nederland              | 13  | 5           | 4           | 721        | 731        | 0.986      | 17   | 16   | 1.063 |
| 8    | Dominicaanse Republiek | 7   | 3           | 6           | 767        | 863        | 0.889      | 13   | 24   | 0.542 |
| 9    | Duitsland              | 7   | 2           | 7           | 727        | 803        | 0.905      | 12   | 22   | 0.545 |
| 10   | Thailand               | 6   | 2           | 7           | 657        | 727        | 0.904      | 8    | 23   | 0.348 |
| 11   | Puerto Rico            | 4   | 1           | 8           | 600        | 747        | 0.803      | 7    | 24   | 0.292 |
| 12   | Chinees Taipei         | 2   | 1           | 8           | 508        | 716        | 0.709      | 3    | 26   | 0.115 |

### Eerste Ronde

#### Groep A
| Datum  |                | Score |                | Set 1 | Set 2 | Set 3 | Set 4 | Set 5 | Totaal |
| ------ | -------------- | ----- | -------------- | ----- | ----- | ----- | ----- | ----- | ------ |
| 06 aug | Brazilië       | 3-0   | Chinees Taipei | 25-15 | 25-19 | 25-12 |       |       | 75-46  |
| 06 aug | Italië         | 1-3   | Japan          | 28–30 | 29–27 | 20–25 | 13–25 |       | 90–107 |
| 07 aug | Brazilië       | 3-0   | Japan          | 25–20 | 25–19 | 25–20 |       |       | 75–59  |
| 07 aug | Chinees Taipei | 0-3   | Italië         | 15-25 | 20-25 | 19-25 |       |       | 54-75  |
| 08 aug | Brazilië       | 1-3   | Italië         | 22-25 | 21-25 | 25-18 | 19-25 |       | 87-93  |
| 08 aug | Japan          | 3-0   | Chinees Taipei | 25-16 | 25-16 | 25-16 |       |       | 75-48  |

#### Groep B
| Datum  |                        | Score |                        | Set 1 | Set 2 | Set 3 | Set 4 | Set 5 | Totaal  |
| ------ | ---------------------- | ----- | ---------------------- | ----- | ----- | ----- | ----- | ----- | ------- |
| 06 Aug | Dominicaanse Republiek | 1–3   | Verenigde Staten       | 24–26 | 25–22 | 14–25 | 19–25 |       | 82–98   |
| 06 Aug | Polen                  | 3–1   | Duitsland              | 25–18 | 16–25 | 25–22 | 26–24 |       | 92–89   |
| 07 aug | Polen                  | 3-0   | Dominicaanse Republiek | 25-23 | 25-16 | 25-14 |       |       | 75-53   |
| 07 aug | Verenigde Staten       | 1-3   | Duitsland              | 23–25 | 22–25 | 25–16 | 23–25 |       | 93–91   |
| 08 aug | Polen                  | 3-1   | Verenigde Staten       | 16-25 | 26-24 | 25-19 | 25-23 |       | 93-92   |
| 08 aug | Duitsland              | 2-3   | Dominicaanse Republiek | 19-25 | 25-22 | 29-31 | 25-16 | 17-19 | 115-113 |

#### Groep C
| Datum  |             | Score |             | Set 1 | Set 2 | Set 3 | Set 4 | Set 5 | Totaal |
| ------ | ----------- | ----- | ----------- | ----- | ----- | ----- | ----- | ----- | ------ |
| 06 aug | Nederland   | 3-0   | Thailand    | 25-22 | 25-22 | 25-23 |       |       | 75-67  |
| 06 aug | China       | 3-0   | Puerto Rico | 25-20 | 25-18 | 25-22 |       |       | 75-60  |
| 07 aug | Puerto Rico | 0-3   | Nederland   | 9-25  | 12-25 | 21-25 |       |       | 42-75  |
| 07 aug | Thailand    | 0-3   | China       | 16–25 | 16–25 | 22–25 |       |       | 54–75  |
| 08 aug | China       | 3-1   | Nederland   | 19-25 | 25-20 | 25-15 | 25-21 |       | 94-81  |
| 08 aug | Thailand    | 0-3   | Puerto Rico | 22-25 | 23-25 | 21-25 |       |       | 66-75  |

### Tweede Ronde

#### Groep D
| Datum  |                  | Score |                  | Set 1 | Set 2 | Set 3 | Set 4 | Set 5 | Totaal |
| ------ | ---------------- | ----- | ---------------- | ----- | ----- | ----- | ----- | ----- | ------ |
| 13 aug | Verenigde Staten | 3–1   | Italië           | 26–28 | 26–24 | 25–23 | 25–15 |       | 102–90 |
| 13 aug | Thailand         | 3–1   | Puerto Rico      | 23–25 | 25–17 | 25–23 | 25–19 |       | 98–84  |
| 14 aug | Puerto Rico      | 0–3   | Italië           | 12–25 | 17–25 | 18–25 |       |       | 47–75  |
| 14 aug | Verenigde Staten | 3–0   | Thailand         | 25–18 | 25–21 | 25–13 |       |       | 75–52  |
| 15 aug | Puerto Rico      | 1–3   | Verenigde Staten | 25–21 | 22–25 | 12–25 | 15–25 |       | 74–96  |
| 15 aug | Italië           | 3–1   | Thailand         | 21–25 | 25–23 | 25–21 | 25–20 |       | 96–89  |

#### Groep E
| Datum  |           | Score |                        | Set 1 | Set 2 | Set 3 | Set 4 | Set 5 | Totaal  |
| ------ | --------- | ----- | ---------------------- | ----- | ----- | ----- | ----- | ----- | ------- |
| 13 aug | Brazilië  | 3–0   | Dominicaanse Republiek | 25–14 | 25–18 | 25–14 |       |       | 75–46   |
| 13 aug | China     | 3–0   | Nederland              | 25–16 | 25–19 | 25–16 |       |       | 75–51   |
| 14 aug | Brazilië  | 3–1   | Nederland              | 25–21 | 21–25 | 25–15 | 26–24 |       | 97–85   |
| 14 aug | China     | 2–3   | Dominicaanse Republiek | 20–25 | 25–20 | 25–21 | 22–25 | 9–15  | 101–106 |
| 16 aug | Nederland | 3–2   | Dominicaanse Republiek | 25–23 | 25–20 | 17–25 | 23–25 | 15–7  | 105–100 |
| 16 aug | China     | 0–3   | Brazilië               | 12–25 | 19–25 | 19–25 |       |       | 50–75   |

#### Groep F
| Datum  |                | Score |                | Set 1 | Set 2 | Set 3 | Set 4 | Set 5 | Totaal |
| ------ | -------------- | ----- | -------------- | ----- | ----- | ----- | ----- | ----- | ------ |
| 13 aug | Chinees Taipei | 0–3   | Polen          | 16–25 | 19–25 | 15–25 |       |       | 50–75  |
| 13 aug | Japan          | 3–1   | Duitsland      | 26–28 | 25–17 | 25–20 | 25–11 |       | 101–76 |
| 14 aug | Duitsland      | 3–0   | Chinees Taipei | 25–19 | 25–14 | 25–19 |       |       | 75–52  |
| 14 aug | Japan          | 3–1   | Polen          | 25–19 | 25–21 | 19–25 | 25–16 |       | 94–81  |
| 15 aug | Duitsland      | 1–3   | Polen          | 23–25 | 23–25 | 31–29 | 20–25 |       | 97–104 |
| 15 aug | Japan          | 3–0   | Chinees Taipei | 28–26 | 25–15 | 25–11 |       |       | 78–52  |

### Derde Ronde

#### Groep G
| Datum  |           | Score |                  | Set 1 | Set 2 | Set 3 | Set 4 | Set 5 | Totaal |
| ------ | --------- | ----- | ---------------- | ----- | ----- | ----- | ----- | ----- | ------ |
| 20 aug | Duitsland | 0–3   | Verenigde Staten | 15–25 | 18–25 | 13–25 |       |       | 46–75  |
| 20 aug | China     | 3–1   | Thailand         | 16–25 | 27–25 | 25–23 | 25–15 |       | 93–88  |
| 21 aug | Thailand  | 0–3   | Verenigde Staten | 16–25 | 16–25 | 16–25 |       |       | 48–75  |
| 21 aug | China     | 3–0   | Duitsland        | 25–14 | 25–19 | 28–26 |       |       | 78–59  |
| 22 aug | Duitsland | 1–3   | Thailand         | 25–20 | 16–25 | 16–25 | 22–25 |       | 79–95  |
| 22 aug | China     | 1–3   | Verenigde Staten | 20–25 | 10–25 | 25-22 | 22-25 |       | 77-97  |

#### Groep H
| Datum  |                | Score |                | Set 1 | Set 2 | Set 3 | Set 4 | Set 5 | Totaal  |
| ------ | -------------- | ----- | -------------- | ----- | ----- | ----- | ----- | ----- | ------- |
| 20 aug | Brazilië       | 3–0   | Puerto Rico    | 25–18 | 25–13 | 25–20 |       |       | 75–51   |
| 20 aug | Polen          | 3–0   | Chinees Taipei | 25–19 | 25–18 | 25–9  |       |       | 75–46   |
| 21 aug | Puerto Rico    | 0–3   | Polen          | 20–25 | 20–25 | 14–25 |       |       | 54–75   |
| 21 aug | Chinees Taipei | 0–3   | Brazilië       | 15–25 | 17–25 | 16–25 |       |       | 48–75   |
| 22 aug | Brazilië       | 3–0   | Polen          | 25–16 | 27–25 | 25–16 |       |       | 77–57   |
| 22 aug | Chinees Taipei | 3–2   | Puerto Rico    | 27–29 | 25–21 | 18–25 | 25–23 | 17–15 | 112–113 |

#### Groep I
| Datum  |                        | Score |                        | Set 1 | Set 2 | Set 3 | Set 4 | Set 5 | Totaal  |
| ------ | ---------------------- | ----- | ---------------------- | ----- | ----- | ----- | ----- | ----- | ------- |
| 20 aug | Italië                 | 3–0   | Nederland              | 29–27 | 25–16 | 25–15 |       |       | 79–58   |
| 20 aug | Japan                  | 3–1   | Dominicaanse Republiek | 25–15 | 23–25 | 31–29 | 25–20 |       | 104–89  |
| 21 aug | Dominicaanse Republiek | 0–3   | Nederland              | 19–25 | 22–25 | 20–25 |       |       | 61–75   |
| 21 aug | Japan                  | 1–3   | Italië                 | 23–25 | 25–27 | 25–21 | 23–25 |       | 96–98   |
| 22 aug | Dominicaanse Republiek | 3–2   | Italië                 | 23–25 | 32–30 | 25–22 | 22–25 | 15–13 | 117–115 |
| 22 aug | Japan                  | 2-3   | Nederland              | 19-25 | 25-22 | 36-38 | 25-16 | 11-15 | 116-116 |

## Finaleronde
- locatie: Ningbo, Beilun Gymnasium, China

|      |                  |     | Wedstrijden | Wedstrijden | Set punten | Set punten | Set punten | Sets | Sets | Sets  |
| Rank | Team             | Pts | W           | L           | W          | L          | Ratio      | W    | L    | Ratio |
| ---- | ---------------- | --- | ----------- | ----------- | ---------- | ---------- | ---------- | ---- | ---- | ----- |
| 1    | Verenigde Staten | 13  | 5           | 0           | 436        | 409        | 1.066      | 15   | 4    | 3.750 |
| 2    | Brazilië         | 11  | 3           | 2           | 466        | 378        | 1.233      | 13   | 7    | 1.857 |
| 3    | Italië           | 7   | 2           | 3           | 379        | 403        | 0.940      | 8    | 10   | 0.800 |
| 4    | China            | 6   | 2           | 3           | 345        | 373        | 0.925      | 6    | 10   | 0.600 |
| 5    | Japan            | 4   | 2           | 3           | 455        | 484        | 0.940      | 8    | 13   | 0.615 |
| 6    | Polen            | 4   | 1           | 4           | 421        | 455        | 0.925      | 7    | 13   | 0.538 |

| Datum  |                  | Score |                  | Set 1 | Set 2 | Set 3 | Set 4 | Set 5 | Totaal  |
| ------ | ---------------- | ----- | ---------------- | ----- | ----- | ----- | ----- | ----- | ------- |
| 25 Aug | Verenigde Staten | 3–2   | Polen            | 13–25 | 18–25 | 28–26 | 25–19 | 15–12 | 99–107  |
| 25 Aug | Brazilië         | 2–3   | Japan            | 25–13 | 23–25 | 25–18 | 22–25 | 13–15 | 108–96  |
| 25 Aug | China            | 0–3   | Italië           | 20–25 | 16–25 | 21–25 |       |       | 57–75   |
| 26 Aug | Verenigde Staten | 3–0   | Italië           | 25–23 | 25–20 | 25–14 |       |       | 75–57   |
| 26 Aug | Polen            | 1–3   | Brazilië         | 21–25 | 25–23 | 20–25 | 17–25 |       | 83–98   |
| 26 Aug | China            | 3–1   | Japan            | 29–27 | 23–25 | 25–20 | 25–19 |       | 102–91  |
| 27 aug | Japan            | 3–2   | Italië           | 23–25 | 25–14 | 26–28 | 25–20 | 17–15 | 116–102 |
| 27 aug | Brazilië         | 2–3   | Verenigde Staten | 25–22 | 19–25 | 28–30 | 25–17 | 13–15 | 110–109 |
| 27 aug | China            | 3–0   | Polen            | 25–19 | 25–19 | 25–17 |       |       | 75–55   |
| 28 aug | Polen            | 3–1   | Japan            | 25–15 | 21–25 | 25–23 | 25–22 |       | 96–85   |
| 28 aug | Brazilië         | 3–0   | Italië           | 25–18 | 25–13 | 25–16 |       |       | 75–47   |
| 28 aug | China            | 0–3   | Verenigde Staten | 21–25 | 25–27 | 22–25 |       |       | 68–77   |
| 29 aug | Japan            | 0–3   | Verenigde Staten | 24–26 | 20–25 | 23–25 |       |       | 67–76   |
| 29 aug | Italië           | 3–1   | Polen            | 23–25 | 25–15 | 25–23 | 25–17 |       | 98–80   |
| 29 aug | China            | 0–3   | Brazilië         | 12–25 | 16–25 | 15–25 |       |       | 43–75   |

## Eindstand
| Plaats | Team                   |
| ------ | ---------------------- |
| Goud   | Verenigde Staten       |
| Zilver | Brazilië               |
| Brons  | Italië                 |
| 4      | China                  |
| 5      | Japan                  |
| 6      | Polen                  |
| 7      | Nederland              |
| 8      | Dominicaanse Republiek |
| 9      | Duitsland              |
| 10     | Thailand               |
| 11     | Puerto Rico            |
| 12     | Chinees Taipei         |